# 西暦2889年
『西暦2889年』（せいれき2889ねん、原題 仏: La Journée d'un journaliste américain en 2889）は、1889年に刊行されたジュール・ヴェルヌのSF小説。

## 概要
ジュール・ベルヌの名義で著されたことになっているが、実際には息子のミシェル・ヴェルヌによって英語で書かれた "In the Year 2889" というタイトルの短編で、そのフランス語訳にジュールが加筆して "Au XXIXe siècle" が出版された。さらにジュールの死後、短編集である『昨日と明日』に収録される時にミシェルが "La Journée d'un journaliste américain en 2889" としてオリジナルに近い形に編集し直した。それぞれ結末が異なる。
産業革命以後、発達の著しかった19世紀の科学技術を元に予想された、様々な未来技術が描かれる。
- 火星、水星、金星とのファクシミリ
- 射程100kmの砲弾
- 動画配信
- 中国での産児制限
- 雲に投影する広告
- 計算機
- 時速1500kmで走行するハイパーループのような真空チューブ列車
- 直径3kmの望遠鏡
- 時速600kmで飛行する空飛ぶ自動車

## あらすじ
出版された1889年からちょうど1000年後の未来の世界を描く。

## 日本語訳
- 「2889年」村上啓夫（訳）、早川書房、1971年 - 『世界SF全集[31] 世界のSF（古典編）』に収録。
- 「2889年」村上啓夫（訳）、講談社文庫、1977年 - 『海外SF傑作選[8] 華麗なる幻想』に収録。
- 「西暦2889年 アメリカ新聞王の一日」榊原晃三（訳）、ジャストシステム、1996年 - 『地軸変更計画』に収録。